# Siemaszki (przystanek kolejowy)
Siemaszki (biał. Семашкі, ros. Семашки) – przystanek kolejowy w miejscowości Siemaszki, w rejonie lidzkim, w obwodzie grodzieńskim, na Białorusi.